# بريط غمدي
بريط غمدي (الاسم العلمي:Dipcadi vaginatum) هو نوع من النباتات يتبع جنس البريط من الفصيلة الهليونية.